# Ruanda-Burundi-Franc
Der Ruanda-Burundi-Franc war von 1960 bis 1962 die Währung des belgischen UN-Treuhandgebietes Ruanda-Urundi sowie bis 1964 die erste Währung der Staaten Ruanda und Burundi nach deren Unabhängigkeit. Ausgegeben wurde der Franc von der Banque d' Emission du Rwanda et du Burundi (B.E.R.B.).

## Geschichte
Nachdem die bis 1919 zu Deutsch-Ostafrika gehörenden Königreiche Ruanda und Burundi (damalige Schreibweise: Urundi) durch den Versailler Vertrag als Mandatsgebiete Belgien zugesprochen worden waren, wurde der (erste) Kongo-Franc als Währung verwendet. Offiziell wurde die Banque du Congo Belge durch einen Vertrag mit der Verwaltung der belgischen Kolonialregierung erst am 10. Oktober 1927 für das Mandatsgebiet zuständig und wurde damit faktisch zur Zentralbank für Belgisch-Kongo und Ruanda-Urundi. Dieser Vertrag hatte eine Laufzeit von 25 Jahren. 1952 übernahm die Banque Centrale du Congo Belge et du Ruanda-Urundi die Emission von Banknoten und Münzen. Nach der schlecht vorbereiteten Unabhängigkeit Belgisch-Kongos am 30. Juni 1960 musste für das noch unter belgischer Kontrolle stehende Treuhandgebiet eine neue Währung geschaffen werden. Durch ein königliches Dekret wurde am 21. August 1960 die Banque d'Emission du Rwanda et du Burundi geschaffen und mit der Ausgabe eines neuen Franc beauftragt. Der Ruanda-Burundi-Franc wurde am 2. September 1960 eingeführt, wobei er an den Goldstandard des Kongo-Franc angeglichen wurde. Hierbei entsprach 1 Franc 0,01974824173 Gramm Feingold. Ein Umtausch der alten Kongo-Franc-Banknoten und -Münzen war nur bis zum 22. September des Jahres möglich, um zu verhindern, dass große Mengen des durch die Kongo-Wirren rasch unter Abwertungsdruck geratenen Kongo-Franc ins Land gelangten. Andererseits wurden Banknoten des Ruanda-Burundi-Franc nach Katanga eingeführt und bildeten dort, mit Aufdrucken versehen, die erste, provisorische Banknotenserie des Katanga-Franc.
Nach der Unabhängigkeit von Ruanda und Burundi am 1. Juli 1962 hielten die beiden Staaten zunächst an einer gemeinsamen Währung fest. Erst im April 1964, nachdem die Vorbereitungen zur Einführung nationaler Währungen abgeschlossen waren, wurde der Ruanda-Burundi-Franc mit Wirkung zum 19. Mai 1964 durch den Ruanda-Franc und den Burundi-Franc ersetzt und wurden die Aufgaben der B.E.R.B. an die neuen Zentralbanken der beiden Staaten übertragen.

## Münzen und Banknoten
In den vier Jahren seiner Existenz gab es nur eine Banknotenserie zu 5, 10, 20, 50 und 100 Francs mit Motiven aus der afrikanischen Tierwelt sowie eine Münze zu 1 Franc aus Messing.